# K.u.k. Kriegspressequartier

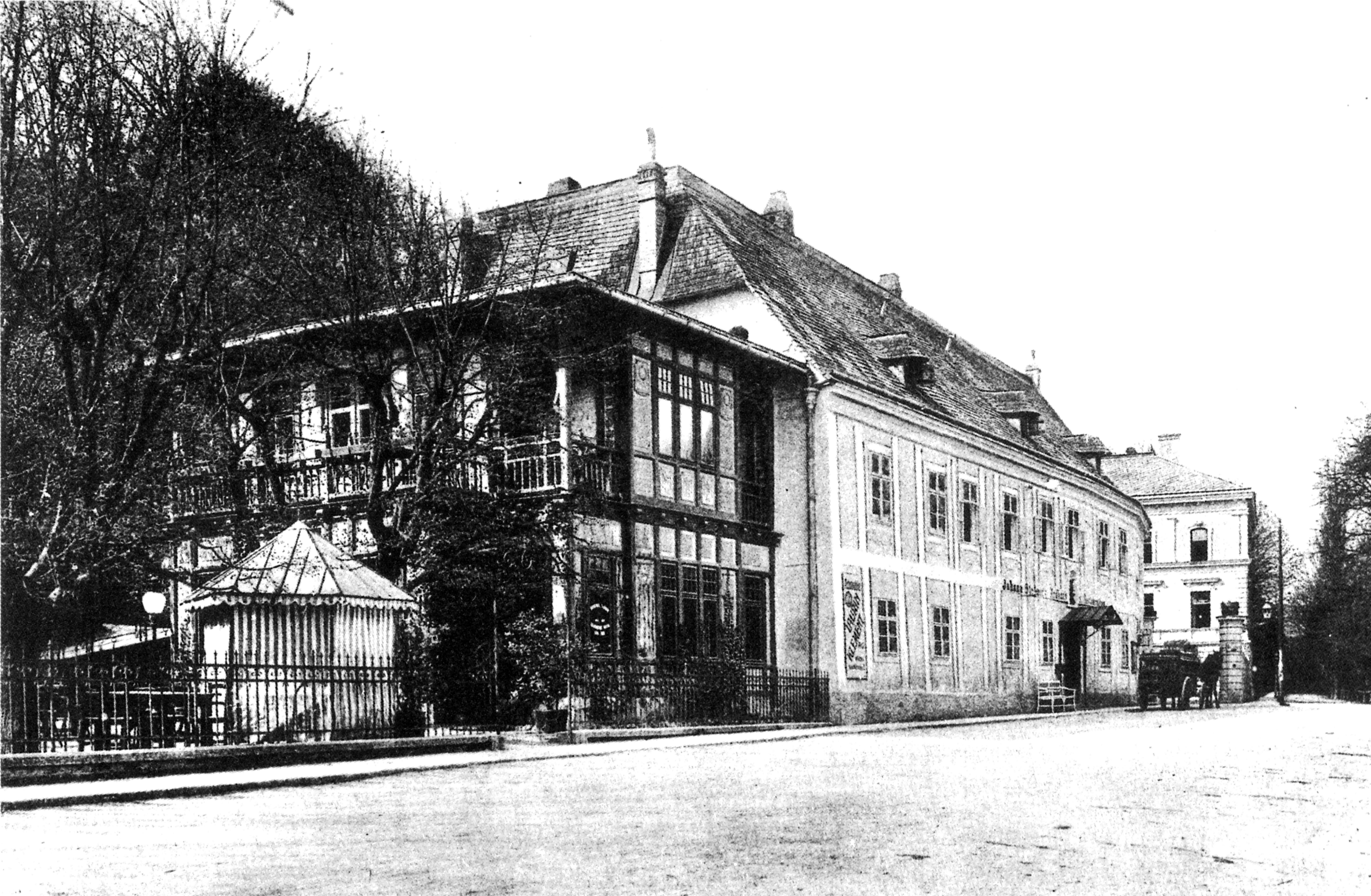
Sitz des k.u.k. Kriegspressequartiers im Gasthaus Stelzer in Rodaun bei Wien (Foto um 1900)

Das kaiserlich und königliche Kriegspressequartier (KPQ) wurde zu Beginn des Ersten Weltkrieges am 28. Juli 1914 als Abteilung des österreichisch-ungarischen Armeeoberkommandos gegründet. Kommandant des KPQ war von Kriegsbeginn an Generalmajor (zuvor Oberst) Maximilian Ritter von Hoen. Ab März 1917 bis Kriegsende hatte der Oberst des Generalstabes Wilhelm Eisner-Bubna das Kommando.
Die Aufgabe des KPQ war die Koordination aller Presseinformationen und Propagandatätigkeiten unter Einbeziehung sämtlicher damals verfügbarer Massenmedien. Insgesamt waren im Verlauf des Krieges 550 Künstler und Journalisten als Mitglieder des k.u.k. Kriegspressequartiers tätig, darunter 280 Kriegsmaler der Kunstgruppe des KPQ.

## Konzentration der Kräfte
1914 wurde das K.u.k. Telegraphen-Korrespondenz-Bureau (heute APA) eingegliedert.
Zur Steigerung der künstlerischen Qualität wurde eine große Anzahl namhafter Künstler zur Mitarbeit gewonnen. Folgende Namen werden unter anderen in Zusammenhang mit dem KPQ genannt: Albert Paris Gütersloh, Alfred Kubin, Egon Erwin Kisch, Robert Musil, Leo Perutz, Alice Schalek, Hugo von Hofmannsthal, Roda Roda, Rainer Maria Rilke, Alfred Polgar, Franz Karl Ginzkey, Franz Theodor Csokor, Felix Salten, Stefan Zweig, Ferenc Molnár, Robert Michel und Franz Werfel.
Viele waren überzeugte Patrioten und meldeten sich freiwillig, einige versuchten durch die Mitwirkung im KPQ dem Dienst mit der Waffe zu entgehen (Mitarbeiter waren freigestellt) und einige wurden schlichtweg zwangsversetzt.

## Konzentration der Medien
Bald nach Kriegsausbruch wurde neben der Schrift und der Bildenden Kunst die Bedeutung der Fotografie und des Films für die wirksame Öffentlichkeitsarbeit erkannt.

### Schrift
Die Journalisten, unter ihnen die erste weibliche, offiziell zugelassene Kriegsberichts-Erstatterin der Geschichte Alice Schalek, und Schriftsteller verfassten die Presseberichte für das KPQ.

### Kunstgruppe des Kriegspressequartiers

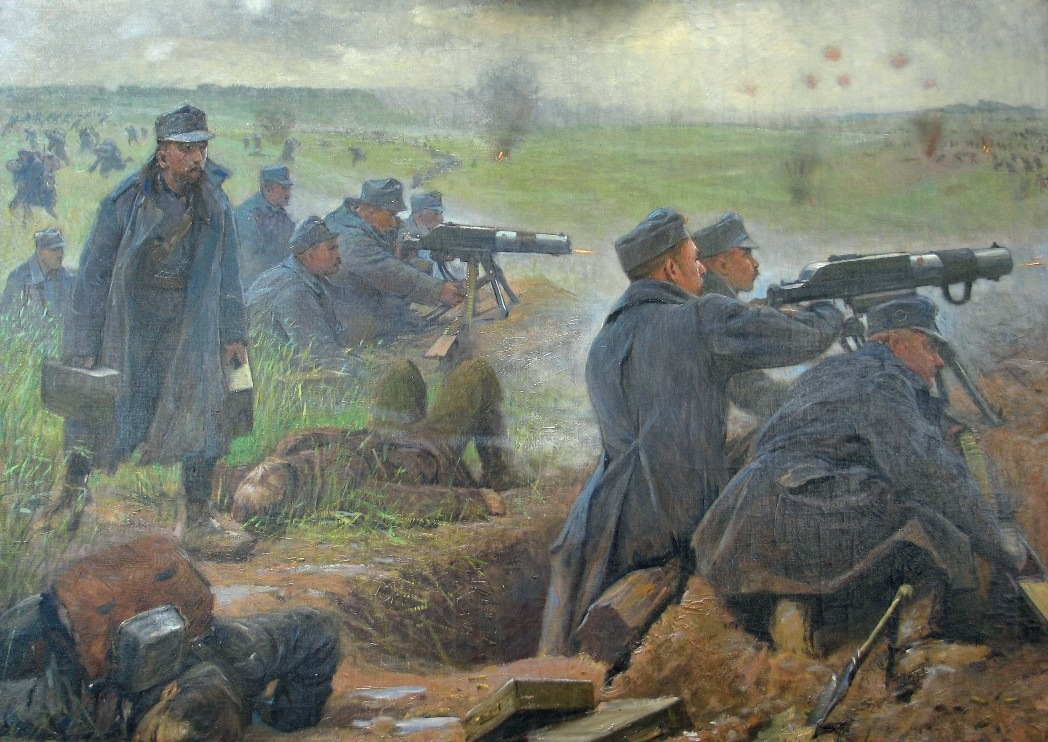
Karl Friedrich Gsur: Abwehrkampf einer MG-Abteilung, 1915/16 (HGM).

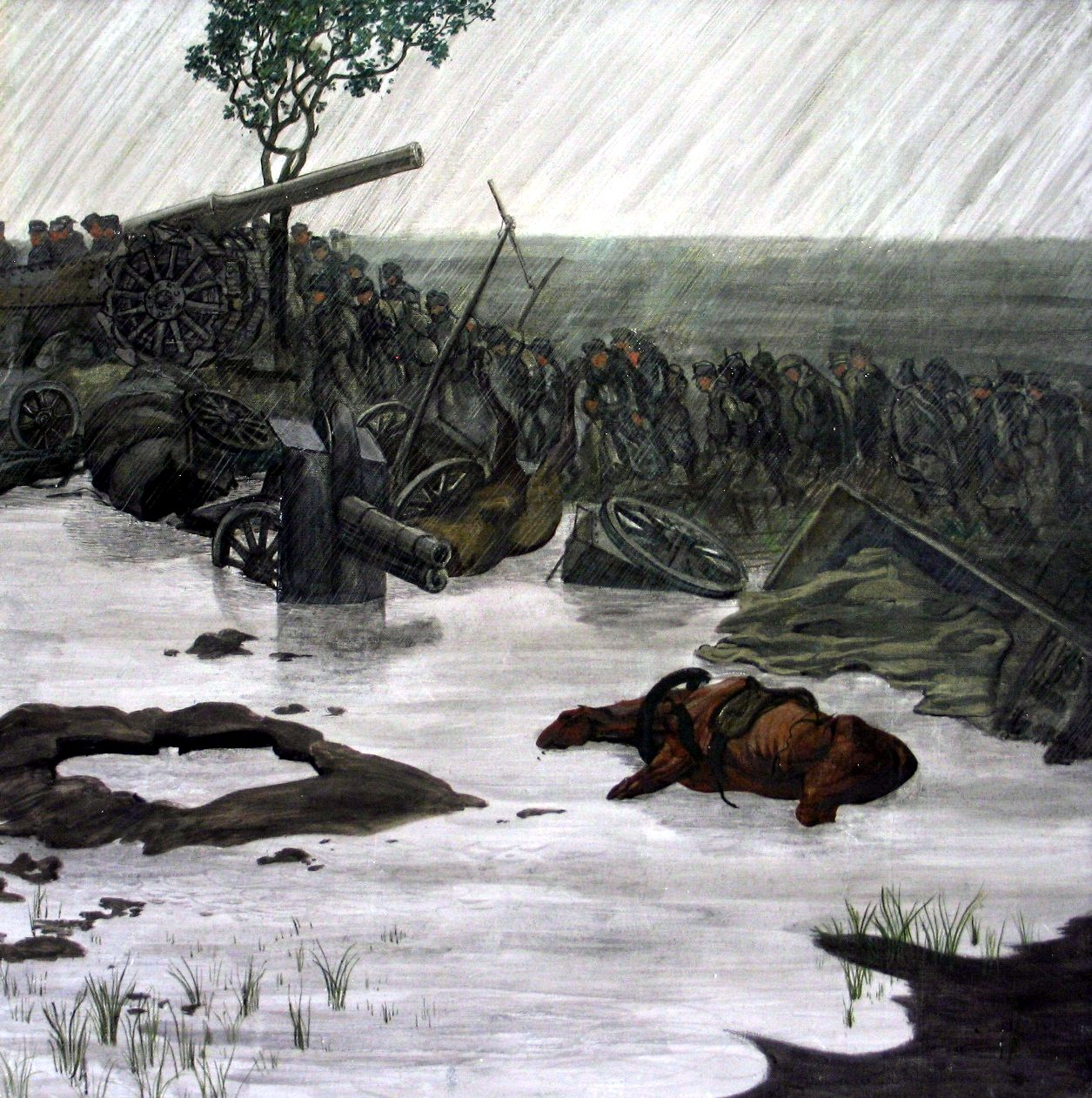
Alfred Basel: Nach dem Durchbruch am Tagliamento, 1918 (HGM).

Die Mitglieder der Kunstgruppe standen von 1914 bis 1916 unter der Leitung von Oberst Wilhelm John, der ab 1909 auch Direktor des k.u.k. Heeresmuseums (heute: Heeresgeschichtliches Museum) war; und von 1916 bis 1918 unter jener von Major Georg Sobicka. Von den mitwirkenden Malern und Bildhauern wurden unzählige Produkte wie Gemälde, Aquarelle, Zeichnungen, Plakate, Künstlerpostkarten, Illustrationen, Plastiken und Skulpturen im Auftrag des KPQ erstellt. Die Künstler wurden zur künstlerischen Berichterstattung an die jeweiligen Kriegsschauplätze entsandt. Ihre Aufgabe war, "die für die Gegenwart wirksame Propaganda im In- und Ausland, um die Leistungen der Wehrmacht in das rechte Licht zu rücken, für die Zukunft aber die Beschaffung jenes Materials, dessen die Geschichtsschreibung und die nachträgliche Verherrlichung kriegerischer Großtaten durch die Kunst zur Ergänzung der schriftlichen Überlieferung dringend bedürfen". Die teils wehrpflichtigen, teils freiwillig mitarbeitenden Künstler hielten ihre Reflexionen vorwiegend an den jeweiligen Fronten fest, seltener im sicheren Hinterland. Sie waren durch schwarz-gelbe Armbinden mit den Aufdruck "Kunst" oder "Kriegspressequartier" gekennzeichnet und erhielten entsprechende Legitimationen.
Die Künstler mussten von sich aus "malerisch wirksame und interessante Motive aus dem Leben des Krieges" finden. Die betreffenden Kommandos hatten sie zu unterstützen und dafür zu sorgen, dass sie militärisch "Nützliches" schafften. Landschaftsmaler waren zur Zeichnung von Stellungen und Gefechtsfeldern "anzueifern". "Figurale Talente" hingegen, die sich zu Schlachtenmalern eigneten, sollten möglichst Gelegenheit zur Beobachtung von Kampfszenen erhalten. Die Zuteilung sollte hier vorzugsweise zur Artillerie erfolgen, um eine persönliche Gefährdung hintanzuhalten. Porträtisten waren zur Anfertigung von farbigen, mitunter auch Bleistiftskizzen, "der höheren Führer, besonders ausgezeichneter Offiziere und Mannschaftspersonen" zu verwenden. Als ungefähres Maß hatte gemäß den Vorschriften des KPQ zu gelten, dass für jede Woche Zuteilung zur Front eine Skizze, für je einen Monat Ruhe ein Bild abzuliefern war.
Es bewarben sich sehr viele Künstler um die Aufnahme ins KPQ, hochqualifizierte, ernsthafte Männer ebenso wie weniger qualifizierte, eher bescheidene Talente, und auch solche, die versuchten, über die Kunstgruppe dem Kriegsdienst an der Waffe zu entgehen. Die Aufnahmekriterien waren jedoch sehr streng und wurden es mit Fortschreiten des Krieges immer mehr, da der Front kein auch nur halbwegs tauglicher Mann entzogen werden sollte. Bei der Aufnahme wurde auch Wert auf Ausgewogenheit hinsichtlich der Herkunft gelegt, so sollten gleich viel Künstler der cisleithanischen wie der transleithanischen Reichshälfte entstammen.
Wehrpflichtige Kriegsmaler und Kriegsbildhauer mussten einen Teil der während ihrer Dienstleistung geschaffenen Werke dem Kommando des KPQ übergeben. Von dort aus wurden die Werke, je nach Eignung, dem k.u.k. Kriegsarchiv, dem k.u.k. Heeresmuseum oder höheren Militärbehörden zur dauernden Ausschmückung der Amtsräume zugewiesen.
Im KPQ, und hier vor allem in der Kunstgruppe, wurden völlig entgegen den militärischen Gepflogenheiten der Zeit auch Frauen aufgenommen. Die älteste von ihnen, die als Malerin unbekannt gebliebene Friederike („Fritzi“) Ulreich (1865–1936), selbst Offizierstochter, ging 1914 an die Südostfront nach Belgrad und malte dort die zerstörten Festungsanlagen und auch immer wieder Soldatenfriedhöfe und einzelne Gräber. Helene Arnau (1870–1958), Tochter eines Hofschauspielers, der in seiner Jugend an der Wiener Akademie Bildhauerei studiert hatte, malte von Februar bis Mai 1917 an der Kärntner Front. Die jüngste, Stephanie Hollenstein (1886–1944) verkleidete sich sogar als Mann, um mit den k.k. Standschützen ins Gefecht ziehen zu können.
Der Kunstgruppe unterstellt war die Bildersammelstelle, die ab dem Frühjahr 1916 in der Akademie der bildenden Künste Wien untergebracht war. Dort wurden die Bilder deponiert, verwaltet und registriert sowie für die diversen Kriegsbilderpräsentationen gerahmt. Bis Kriegsende kamen 33 Präsentationen mit über 9000 Werken im In- und im neutralen oder verbündeten Ausland zustande. Die bekanntesten Kriegsmaler in der Kunstgruppe des Kriegspressequartiers bzw. im Umkreis des KPQ waren: Oskar Brüch, Albin Egger-Lienz, Anton Faistauer, Anton Kolig, Ferdinand Andri, Alexander Demetrius Goltz, Oskar Laske, Karl Friedrich Gsur, Ludwig Heinrich Jungnickel, Alexander Pock, Victor von Eckhardt, Oskar Kokoschka und Moritz Coschell. In der Dauerausstellung des Wiener Heeresgeschichtlichen Museums befindet sich eine stattliche Anzahl an Gemälden zahlreicher Maler aus dem Kriegspressequartier.

### Fotografie

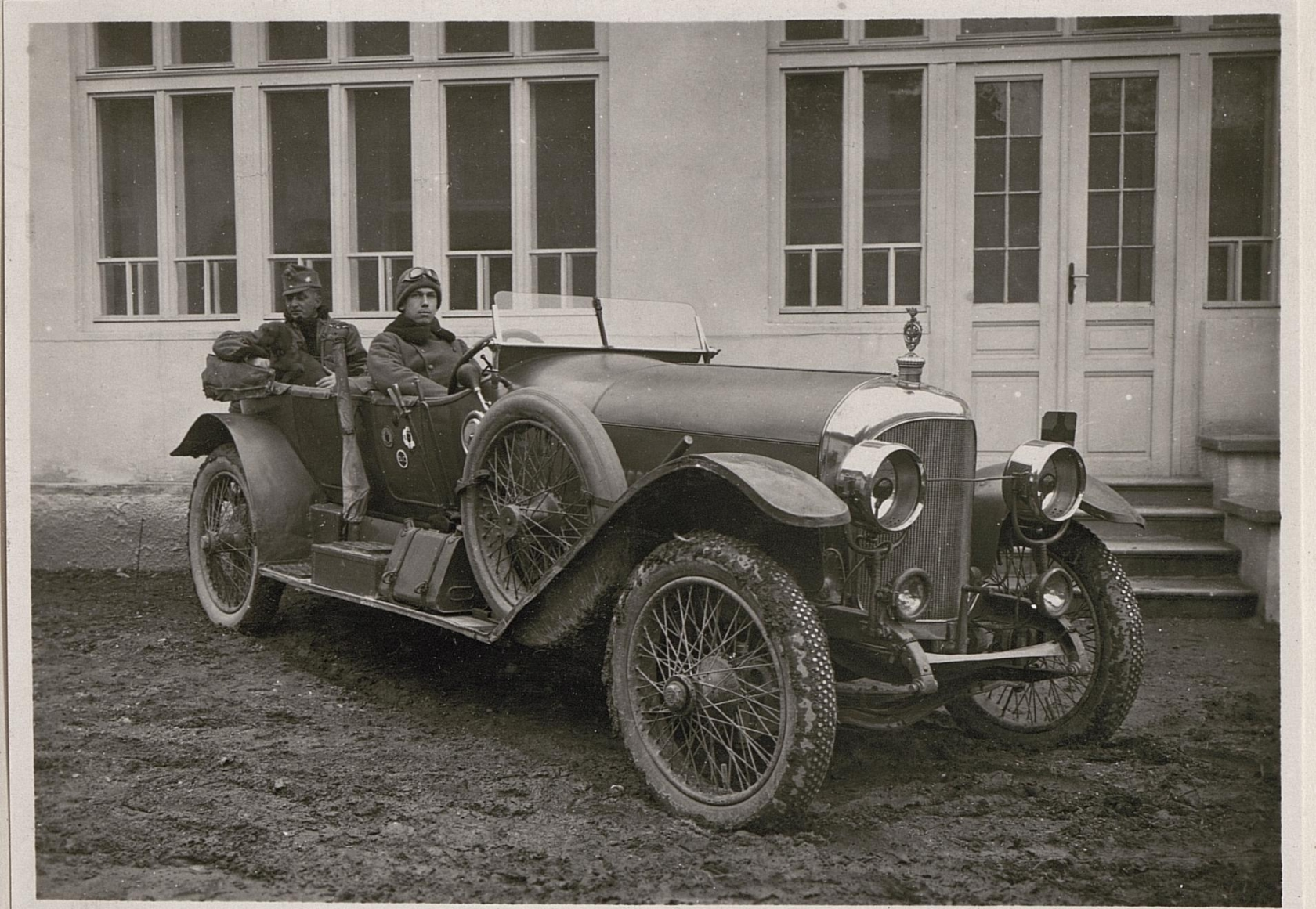
Beschreibung: M.-Sziget S.K.H. Erzherzog Albrecht mit Rittmeister Graf Thun (Kriegspressequartier Alben 1914–1918)

Mehr als 33.000 vom KPQ beauftragte Fotografien befinden sich heute im Bildarchiv der Österreichischen Nationalbibliothek. Zu den vom Kriegspressequartier beschäftigten Fotografen zählte unter anderen Hugo Eywo.

### Filmexpositur
1915 erhielt Sascha Kolowrat-Krakowsky, der Gründer der Sascha Filmfabrik, die Leitung der Filmexpositur des KPQ.
Damit wurde dem Film seine propagandistische Bedeutung zuerkannt. Zahlreiche Filmschaffende konnte Kolowrat-Krakowsky vor den Kriegsgemetzeln bewahren, in dem er sie zur Filmproduktion abkommandieren ließ.
Die Kriegs- bzw. Propagandafilmproduktion unterstand anfänglich dem Kriegsarchiv. Diese Agenden wurden am 1. Juni 1917 an das Kriegspressequartier abgetreten.